# 视轴校正医师
视轴校正医师是与眼保健专业相关的专业。
视轴矫正师是诊断和治疗眼球运动缺陷和双眼协同工作问题（称为双眼视力）的专家。这些问题可能是由眼睛周围的肌肉问题或使大脑与眼睛沟通的神经缺陷引起的。视轴矫正师负责斜视、弱视和眼球运动障碍的诊断和非手术治疗。
视轴矫正师一词源自希腊语 ὀρθός orthos（“直”）和 ὀπτικός optikοs（“与视力有关”），视轴矫正师的大部分实践涉及双眼视力障碍和眼球运动缺陷。视轴矫正师是经过培训的专业人士，专门从事视轴矫正治疗，例如眼罩、眼部锻炼、棱镜或眼镜。
他们通常为儿科患者以及患有中风、脑瘤或多发性硬化症等神经系统疾病的成人患者提供服务。
在某些国家，经过专门培训的视轴矫正师可能参与监测某些形式的眼部疾病，例如青光眼、白内障筛查和糖尿病视网膜病变。

## 有效性
对于儿童，有证据表明，视轴矫正在治疗会聚不足方面比家庭铅笔或电脑训练更有效；但对于成年人，其有效性不太明显。

## 历史
视轴矫正在眼科护理方面有着悠久的历史。
法国眼科医生 Louis Emile Javal 开始使用眼部锻炼来治疗斜视，并在 19 世纪末的著作中描述了视轴矫正的实践。
玛丽·麦道克斯开创了视轴矫正专业，是第一位有记录的视轴矫正师。她由父亲 Ernest E. Maddox 培训，以满足日益增长的患者需求以及检查和治疗患者所需的时间。
Ernest Maddox 是一位著名的眼科医生，也是各种双眼视觉检查仪器的发明者。玛丽·麦道克斯于 20 世纪 20 年代初在伦敦开始了自己的行医生涯，她的第一家医院诊所于 1928 年在皇家威斯敏斯特医院开业。
1931 年，第一家拥有视轴矫正师的澳大利亚医院诊所在墨尔本的阿尔弗雷德医院成立。

## 当前视轴校正实践
视轴矫正师主要负责诊断和管理双眼视力障碍患者，这些障碍与弱视、眼球运动障碍、眼外肌平衡（如眼轴旋转）、屈光不正、会聚、调节失衡、正向相对调节和负向相对调节有关。
他们与眼科医生密切合作，确保为眼肌障碍患者提供全方位的治疗选择。根据国际视轴矫正协会的说法，专业的视轴矫正实践涉及以下内容：
- 主要治疗实践

眼球运动诊断和共同管理
视力筛查。在英国，所有针对 4-5 岁儿童的学校视力筛查计划均由视轴矫正师主导。筛查由视轴矫正师或接受过当地视轴矫正部门广泛培训和认证的健康专业人员进行。
特殊需求评估
神经系统疾病评估和康复
- 次要治疗实践

低视力评估和管理
青光眼评估和稳定期青光眼管理
生物测量（包括超声检查）
眼底照相和筛查
视觉电诊断
视网膜镜检查和屈光检查，例如使用综合验光仪评估屈光不正
- 进一步治疗实践

特定的门诊候补名单计划，以减少转诊到眼科诊所的儿童的延误（筛选筛查）
联合多学科儿童视力筛查诊所（视轴矫正/验光）
根据商定的标准组织/确定斜视手术入院名单的优先顺序
协助进行手术

## 从业资格和训练
在美国，视轴矫正学学生必须参加两年的进修培训。截至 2019 年，美国有 13 个与医疗机构或大学相关的项目，加拿大有 3 个提供视轴矫正课程。在英国，视轴矫正学位是一门全日制三年制课程，包括在医院实习以培养和完善临床技能和专业技能。
入学标准因学校而异；但是，国家法规要求在参加国家认证考试之前完成学士学位。个人面试通常是录取过程的一部分。在英国，大多数视轴矫正师受雇于 NHS 的医院或社区眼科服务机构。他们与眼科医生和验光师一起为更广泛的眼科护理团队做出贡献。